# Hof van Wyckhuize
Het Hof van Wyckhuize (of Hof van Wycchuus) is een 17de-eeuwse kasteelhoeve in Alveringem, een gemeente van de Belgische provincie West-Vlaanderen. 

## Domein
Het Hof van Wyckhuize bestaat uit een omwalde kasteelhoeve in de Vlaamse renaissancestijl en een ommuurd domein met een oppervlakte van 14 917 m². Er is een dubbele toegangspoort, een koetspoort en een kleinere poort, die het wapenschild van het geslacht 'van Wycchuus' draagt. Het woonhuis is bereikbaar via een brug. 
De hoeve bestaat uit twee, haaks op elkaar staande vleugels, de ene noord-zuid gericht, de tweede oost-west, met een trappenhuis tussen beide in. In de 19de eeuw werd een aanbouwsel toegevoegd. De kasteelhoeve is in 1981 gerenoveerd en sinds 1982 gebruikt als gemeentehuis. In 1996 werd een vleugel toegevoegd. 
De herenwoning is opgetrokken in bakstenen uit plaatselijke kleigroeven, waarvan de zandgele kleur typerend is voor vele huizen in de Westhoek. De stijl toont kenmerken van de Vlaamse Renaissance zoals te zien in de trapgevel, de schoorsteen, het typerende kruiskozijn raamwerk, aan de rondboog van de toegangspoort. De Renaissance kenmerkende mergel speklagen (kalkstenen dwarsbalken in het metselwerk) zijn niet te zien in deze woning, nochtans een typisch kenmerk uit de regio.
In het domein rond de hoeve zijn kunstwerken te zien. 

## Geschiedenis
“Men siet daer nog een ander hof op dese prochie van groot ende schoon gebouwsel staende wat west van de kercke genaemt het goet van Wickhuyse." Pauwel Heinderycx (17e eeuw)

### Voorgeschiedenis
De omgeving van Alveringem werd bezocht door de Romeinen en in de 5e eeuw werd deze bewoond door de Franken. In de 7e eeuw zouden er zich Saksen gevestigd hebben. Uiteindelijk kwam het bezit aan de Abdij van Sint-Bertinus te Sint-Omaars en ontstond de heerlijkheid het Vrije van Sint-Omaars, een heerlijkheid afhankelijk van het kapittel van Sint-Omaars. De eerste vermelding van Alveringem stamt uit 1066. In 1604 verkocht het kapittel een groot deel van de heerlijke rechten aan de kasselrij Veurne. 
De opstanden van de burgers van Veurne maakten dat de notabelen zich op Alveringem terugtrokken, waar vele principaele huysen te vinden waren, waar edellieden woonden of die afhankelijk waren van de Sint-Niklaasabdij te Veurne. Het is dus mogelijk dat de familie van Wychuus tot die notabelen behoorde die uit Veurne naar Alveringem trokken.

### De familie van Wychuus (1604-1751)
Het Hof van Wyckhuize is gebouwd in 1604 als eigendom van Franchoys van Wycchuus, de heer van Fontignie die tussen 1615 en 1617 burgemeester en landhouder van de wet der 'Stede ende Casselrie van Veurne-Ambacht' was.  Hij liet het hof na aan zijn gelijknamige zoon die het naliet aan zijn kleindochter Isabelle Françoise van Wycchuus. Zij huwde in 1751 met Charles Maelcamp, de heer van Raveschoot.
Op de poort van het domein staat het wapenschild van het geslacht 'van Wycchuus'. De ommuring en omwalling van het hof wijzen er op dat de familie een hogere status genoot.

### De familie van Raveschoot (1751-1914)
Toen Isabelle Françoise van Wycchuus in 1751 huwde met Charles Maelcamp, werd het Hof van Wyckhuize doorgegeven aan de familie van Raveschoot. Tijdens die periode werd een aanbouwsel toegevoegd aan de zuidelijke flank van het gebouw. In 1914 was het hof in bezit van Piers de Raveschoot Polydore en zijn zoon Piers de Raveschoot Gabriel, toen ze het verkochten aan het echtpaar Nollet-Verdoolaeghe uit Steenkerke.

### 1914 tot heden
In de loop van de twintigste eeuw werd een schuur met een stalgedeelte bijgebouwd ten noordwesten van het gebouw. In 1961 werd het hof verlaten en raakte het in verval. In 1968 zouden de omwalling en de poort verplaatst zijn om de straat te verbreden. In 1977 kocht het gemeentebestuur het Hof om de gemeentediensten onder te brengen. De restauratiewerken liepen van mei 1981 tot december 1982. 

## Het terrein rond de kasteelhoeve
Het domein rond het Hof bestaat uit een wal met een brug en een grasveld. Het grasveld is een openbare voorziening waar jeugdbewegingen gebruik van maken. Er wordt er  jaarlijks een veldloop georganiseerd. Sinds 2021 verandert het in de zomer in het 'evenementendorp' van Alveringem, waar, zoals de naam verklapt, wekelijks evenementen zijn. Het Hof van Wyckhuize is een plaats van samenkomst voor mensen uit Alveringem en omliggende dorpen. 

## Foto's

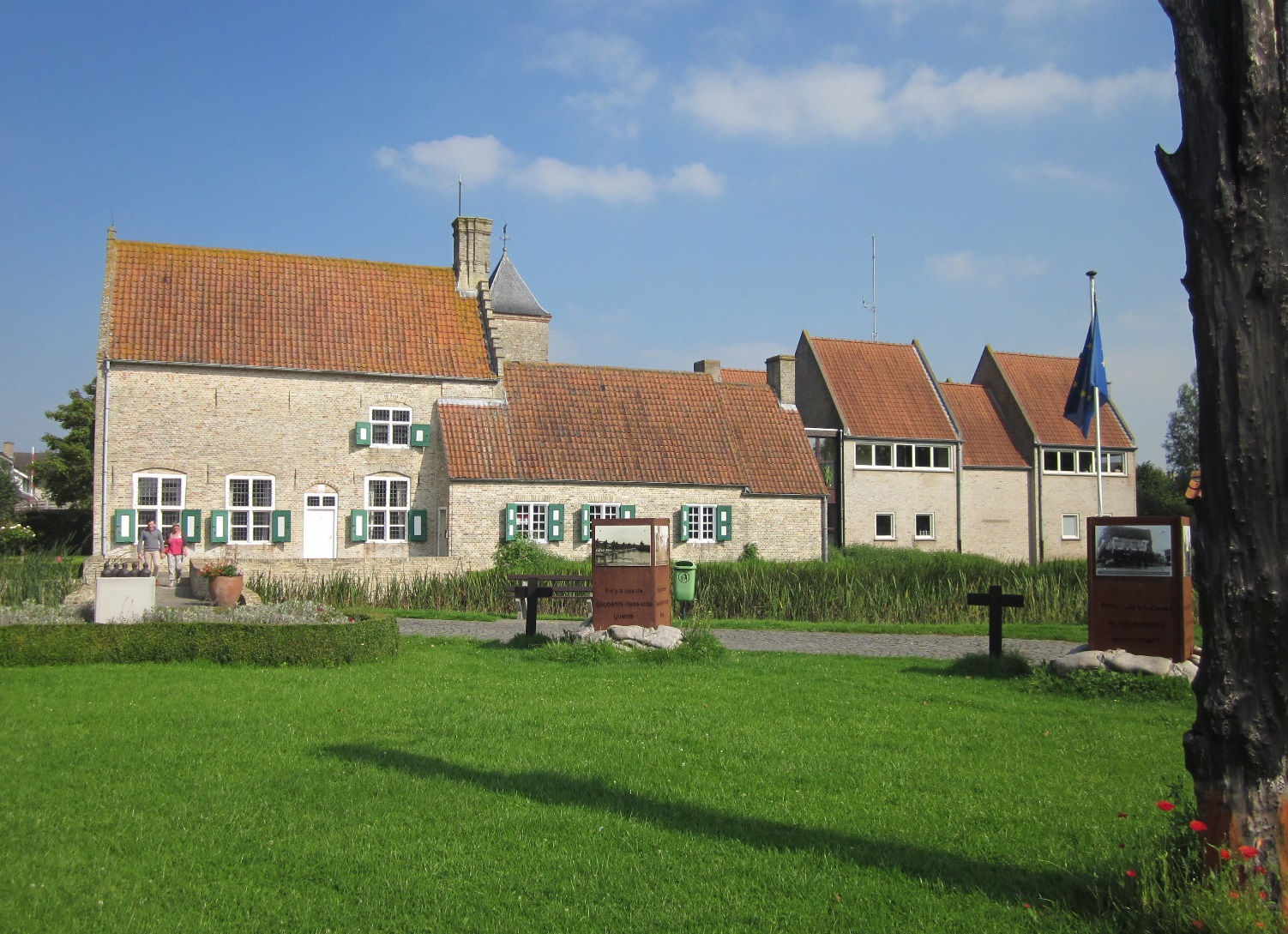
Het hof van Wyckhuize met links het woongedeelte en rechts het aanbouwsel uit 1996. Ook de brug is zichtbaar.
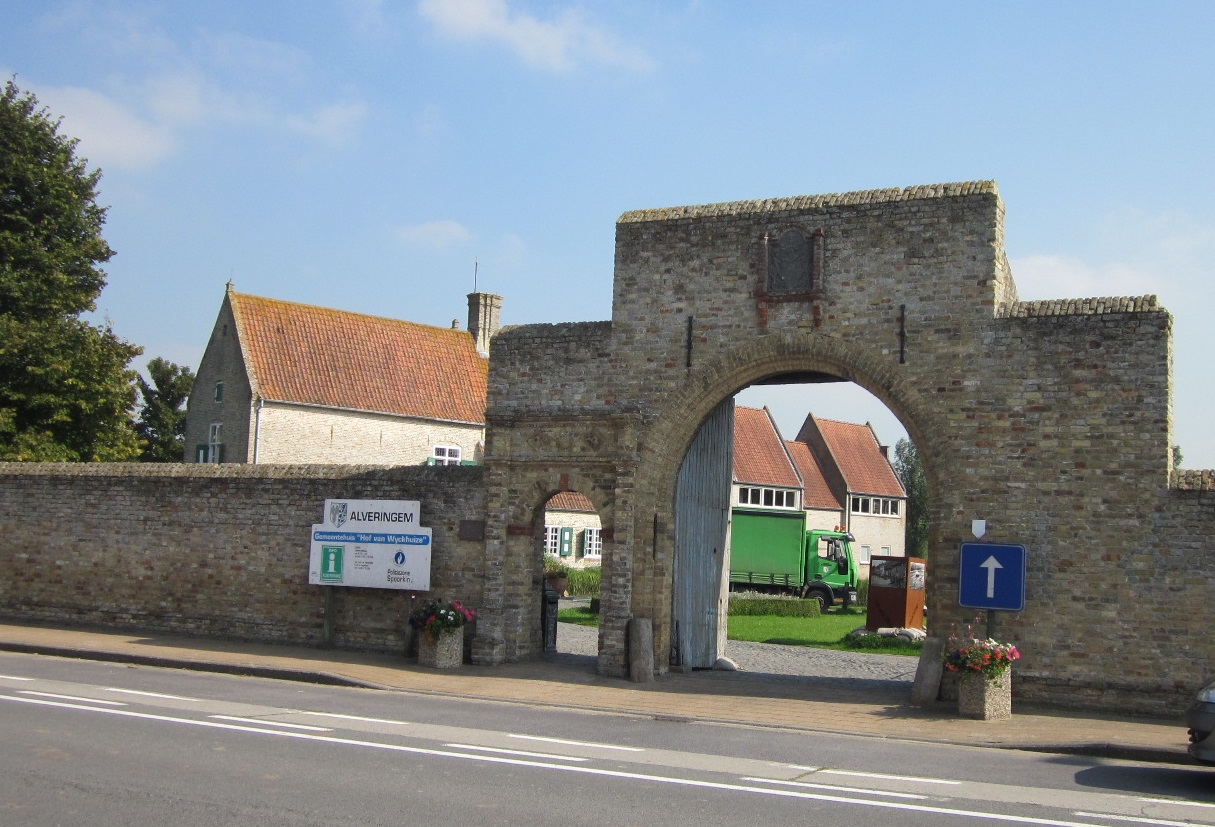
Ommuring met links het kleine poortje, rechts de koetspoort met daarboven het wapenschild.
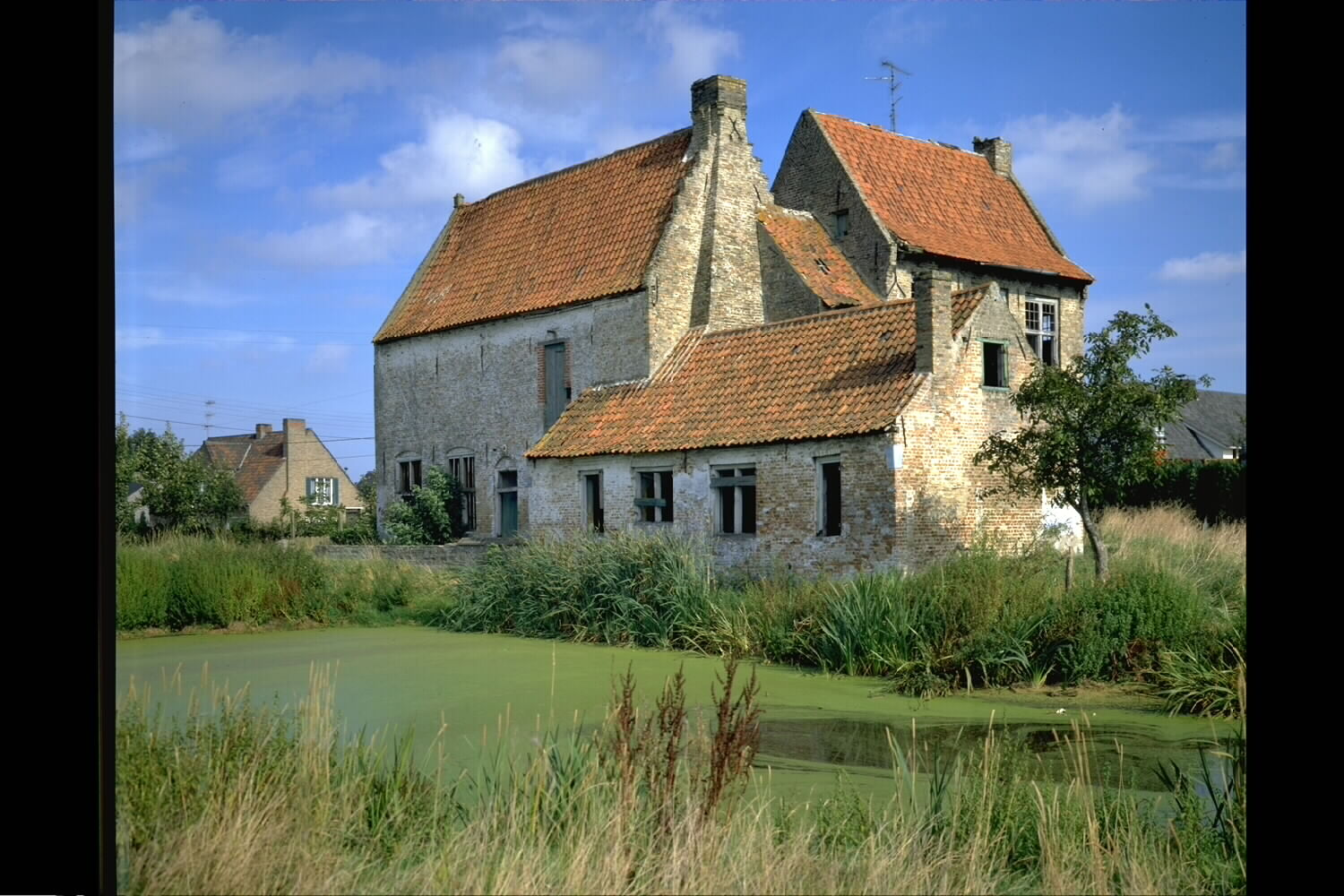
Het Hof van Wyckhuize voor de renovaties en aanbouwsel in 1996.